# Рамі Бедуї
Рамі Бедуї (араб. رامي بدوي, нар. 19 січня 1990, Сус) — туніський футболіст, захисник клубу «Етюаль дю Сахель» та національної збірної Тунісу.

## Клубна кар'єра
У дорослому футболі дебютував 2011 року виступами за команду клубу «Етюаль дю Сахель», кольори якої захищає й донині. З командою виграв чемпіонат Тунісу, три національних Кубки, а 2015 року і континентальний трофей — Кубок конфедерацій КАФ.

## Виступи за збірну
14 листопада 2012 року в товариському матчі проти збірної Швейцарії Бедуї дебютував за збірну Тунісу. 
У 2015 році Рамі потрапив в заявку на участь у Кубку африканських націй 2015 року в Екваторіальній Гвінеї. На турнірі він зіграв у одному матчі проти команди Замбії.
Згодом у складі збірної був учасником чемпіонату світу 2018 року у Росії
.

## Досягнення

### Національні
- Чемпіон Тунісу: 2016
- Володар Кубка Тунісу: 2012, 2014, 2015
- Володар Суперкубка Кувейту: 2020
- Володар Кубка наслідного принца Кувейту: 2021

### Міжнародні
- Ліга чемпіонів КАФ
  - Переможець: 2007
  - Фіналіст: 2004, 2005

- Кубок конфедерацій КАФ
  - Переможець: 2006, 2015